# 1. Panzerdivision (Bundeswehr)
Die 1. Panzerdivision (1. PzDiv) ist eine Division des Heeres der Bundeswehr. Die unterstellten Truppenteile sind auf die norddeutschen Länder Brandenburg, Hessen, Mecklenburg-Vorpommern, Niedersachsen, Nordrhein-Westfalen, Sachsen-Anhalt und Schleswig-Holstein verteilt. Der Stab hat seit 2016 seinen Sitz in der nach Henning von Tresckow benannten Kaserne in Oldenburg. Ab 1956 war er in Hannover (1956 zunächst in der Nordring-Kaserne, von 1957 bis 1994 in der Prinz-Albrecht-Kaserne und von 1994 bis 2015 in der Kurt-Schumacher-Kaserne). Sie ist neben der 10. Panzerdivision eine der zwei mechanisierten Divisionen der Bundeswehr.

## Auftrag
Die 1. Panzerdivision stellt deutsche Kräfte zur Erfüllung der internationalen Verpflichtungen der Bundesrepublik Deutschland. Sie ist regelmäßig als Truppensteller für EU Battlegroups, die NATO Response Force und die „Balkanreserve“ ORF-Bataillon vorgesehen. Neben diesen Interventionseinsätzen hoher Intensität beteiligt sich die Division auch an friedenserhaltenden und friedensstabilisierenden Einsätzen mittlerer und niedriger Intensität über längere Zeiträume. Dazu zählen vor allem EUFOR, KFOR und ISAF. Vor und nach den Einsätzen steuert und überwacht der Divisionsstab die Ausbildung aktiver Soldaten und Reservisten für oben skizzierte Einsätze und weitere Aufgaben des Heeres.

## Verbandsabzeichen

Verbandsabzeichen der 1. Panzerdivision

Die Blasonierung des am linken Ärmel des Dienstanzuges von allen Angehörigen außer den Angehörigen der unterstellten Brigaden und am rechten Ärmel des Feldanzuges von Angehörigen des Stabes und der Stabskompanie getragene Verbandsabzeichen der 1. Panzerdivision lautet:

„Ein von einer silbernen Kordel mit eingeflochtenem schwarzen Faden gefassten in von gold und silber (gelb und weiß) gespaltenen gotischen Hauptschild, belegt mit einem silbernen (weißen), springenden Roß in rotem, spanischen Herzschild.“

Der Herzschild des Verbandsabzeichen entspricht dem Wappen des Landes Niedersachsens, wo der Stab der 1. Panzerdivision beheimatet ist. Das Pferd wird als Sachsenross bezeichnet und ist ein populäres heraldisches Wappentier, das an das Volk der Sachsen erinnern soll. Das Sachsenross ist daher als Wappentier vor allem in den ehemaligen sächsischen Stammesgebieten in Norddeutschland, den Niederlanden, England und Westfalen besonders verbreitet und findet sich auch im Wappen der ehemals unter anderem in Hannover regierenden welfischen Dynastie Haus Hannover, die das Ross im 13. Jahrhundert in ihr Wappen aufnahm. Der von gold und silber gespaltenen Hauptschild knüpft ebenfalls an die Geschichte der Region an. So führten beispielsweise das 1814 bis 1837 bestehende und von den Welfen regierte Königreich Hannover sowie die dem Königreich nachfolgende preußische Provinz Hannover eine Flagge geteilt zu gold und silber (gelb-weiß). Die silberne Kordel mit dem eingeflochtenen schwarzen Faden war für alle Verbandsabzeichen der Divisionen bis 1990 üblich, wohingegen Verbandsabzeichen übergeordneter Großverbände (im Falle der 1. Panzerdivision also das I. Korps) eine goldene Kordel mit schwarzem eingeflochtenem Faden aufwiesen.
Die unterstellten Brigaden (im Falle der 1. Panzerdivision die Brigaden mit den Ordnungsnummern 1, 2, 3) führten ganz ähnliche Verbandsabzeichen, die sich nur aufgrund des Bordes ihrer Verbandsabzeichen unterschieden. Wie für alle 36 Brigaden des Feldheeres üblich wiesen die Brigaden der Division in der Reihenfolge ihrer Ordnungsnummern einen weißen, roten oder gelben Bord – keine Kordel – auf. Die Panzerlehrbrigade 9 führt heute das weiß umrandete Verbandsabzeichen der außer Dienst gestellten Panzergrenadierbrigade 1 fort, so dass eines dieser traditionellen Wappen der Division erhalten blieb. Die unterstellte Panzerbrigade 21 führt das Sachsenross in der Darstellungsform als steigendes Westfalenpferd in seinem gelb umrandeten Verbandsabzeichen, das an ihre ehemalige Unterstellung als dritte Brigade zur 7. „westfälischen“ Panzerdivision erinnert.
Das interne Verbandsabzeichen der Stabskompanie wird als Anhänger an der Brusttasche der Uniform getragen. Die Blasonierung lautet:

„Ein Schild in Göppelteilung. Rechts in gold (gelb) eine rote Mauer mit zwei Zinnentürmen; in dem offenen Tor unter schwarzem Fallgatter ein rotes Schildchen mit einem goldenen (gelben) Kleeblatt; zwischen den Türmen steht ein roter Löwe. Links in rot ein silbernes (weißes) weißes springendes Ross. Unten in silber (weiß) ein schwarzes Tatzenkreuz (Eisernes Kreuz).“

Neben dem bereits aus dem Verbandsabzeichen bekannten Sachsenross, zeigt das interne Verbandsabzeichen mit dem Eisernen Kreuz eines der traditionsreichsten Symbole deutscher Armeen. Das Feld rechts entspricht dem Stadtwappen Hannovers in leicht veränderter Tingierung. Der Löwe knüpft an die welfische Geschichte des Stationierungsraumes an, denn der Braunschweiger Löwe war beispielsweise bereits Wappenbild im Wappen des Herzogtums Braunschweig und bis heute in vielen Wappen der Region vertreten.

## Wahlspruch
1963 forderte der damalige Divisionskommandeur Generalmajor Anton Detlev von Plato die Soldaten der Division in einem Tagesbefehl auf „Man Drup – Man To“ (hochdeutsch: „man drauf – man zu“). Dieser niederdeutsche Ausspruch steht sinngemäß für „Los, ran und zugepackt!“, was seitdem das Motto der 1. Panzerdivision ist. Das Motto „Man Drup – Man To“ war bereits das Motto und Schlachtruf der königlich hannoverschen Armee.
Daneben wählte die 1. Panzerdivision den lateinischen Wahlspruch „Nec aspera terrent“ (freie deutsche Übersetzung: „Wir fürchten nichts“ oder „Sie fürchten keine Unwegsamkeiten“). „Nec aspera terrent“ war bereits einer der Wahlsprüche der Welfen und daher auch Wahlspruch verschiedener welfischer Territorien und ihrer Armeen. „Nec aspera terrent“ war beispielsweise Inschrift auf dem Spruchband des Landeswappens des Herzogtums Braunschweig und Wahlspruch der chur-braunschweig-lüneburgischen und der ihr nachfolgenden hannoverschen Armee.

## Organisation

### Führung

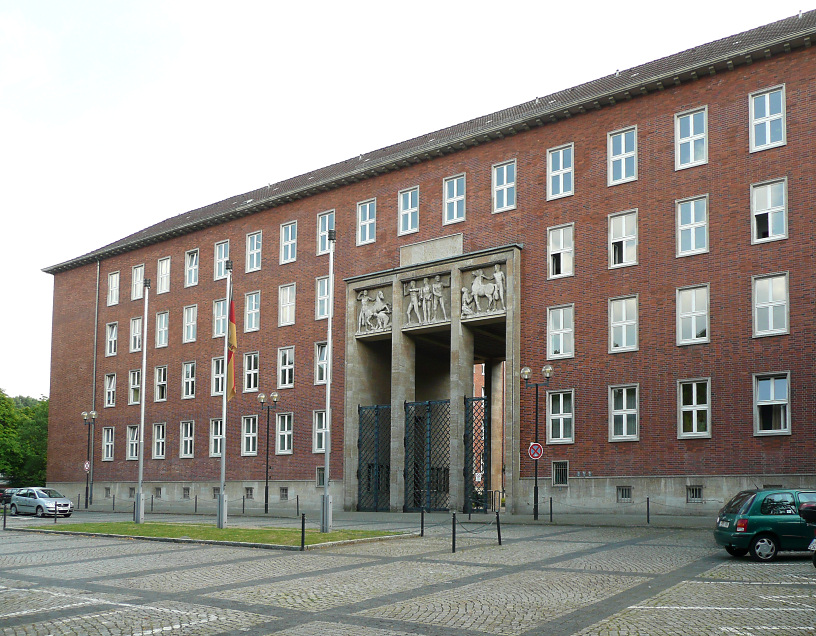
Früherer Stabsitz der 1. Panzerdivision in der Kurt-Schumacher-Kaserne in Hannover, bis 2015

Die Division wird von einem Divisionskommandeur im Dienstgrad Generalmajor geführt. Sein Stellvertreter bekleidet in der Regel den Dienstgrad Brigadegeneral und ist neben seiner Funktion als stellvertretender Divisionskommandeur auch Kommandeur der Divisionstruppen der 1. Panzerdivision. Der Chef des Stabes ist mit einem Stabsoffizier im Dienstgrad Oberst i. G. besetzt. Die unterstellten vier Brigaden werden meist von Offizieren im Dienstgrad Brigadegeneral geführt, so dass insgesamt bis zu sechs Generale Angehörige der Division sind.

### Unterstellung
Die 1. Panzerdivision untersteht, wie alle Divisionen des Heeres, truppendienstlich dem Kommando Heer.
Im Auslandseinsatz werden die abgestellten Soldaten truppendienstlich immer dem Einsatzführungskommando der Bundeswehr unterstellt. Auf der taktischen Ebene gibt es zumeist noch andere übergeordnete Befehlshaber, da die Bundeswehr meist im multinationalen Rahmen agiert und den Einsatzkontingenten damit entsprechende Einsatzhauptquartiere der NATO, der EU oder den Vereinten Nationen übergeordnet sind.
Beispielsweise können die abgestellten Kontingente der Division als Element einer EU Battlegroup durch das Multinationale Kommando Operative Führung geführt werden, aber auch durch andere NATO-Stäbe, beispielsweise durch das 1. Deutsch-Niederländische Korps, mit dem die 1. Panzerdivision regelmäßig übt. Für das Allied Command Europe Rapid Reaction Corps ist die 1. Panzerdivision im Bedarfsfall als deutscher Beitrag vorgesehen.

## Gliederung

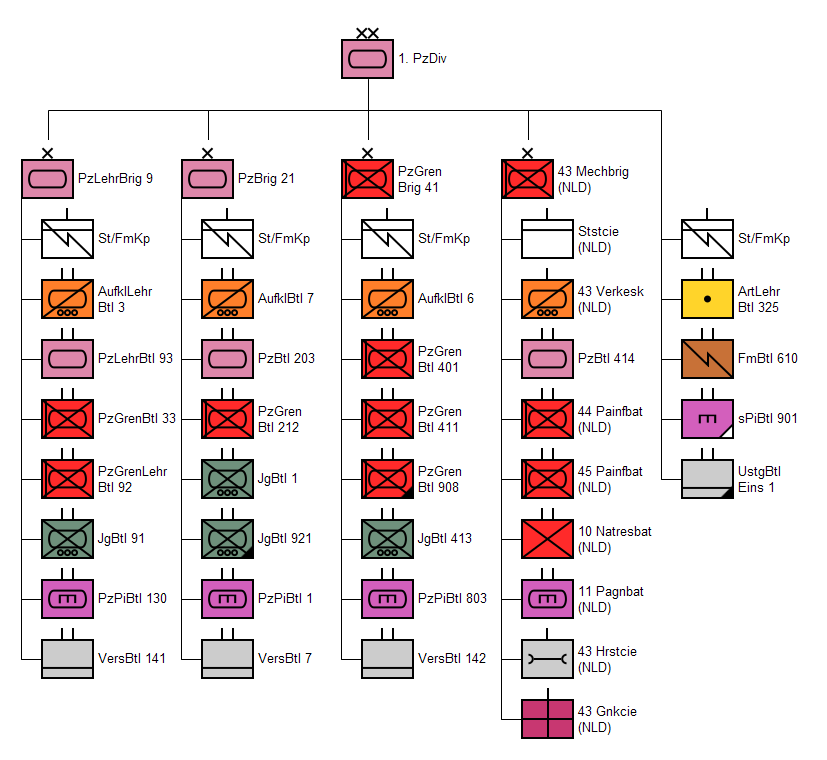
Gliederung der 1. Panzerdivision.

Die 1. Panzerdivision gliedert sich wie folgt:
- Stabs-/ Fernmeldekompanie 1. Panzerdivision, Oldenburg

| internes Verbandsabzeichen             | Unterstützungsbataillon Einsatz 1, Oldenburg (Ergänzungstruppenteil, im Aufbau) (Kdr.: Oberstleutnant der Reserve Marco Wolfermann)                                                                  |
| Internes Verbandsabzeichen             | Fernmeldebataillon 610, Prenzlau (truppendienstliche Unterstellung, für Ausbildung und Einsatz zu Command Support Brigade des Multinationalen Korps Nordost) (Kdr.: Oberstleutnant Tobias Jahn)      |
| Internes Verbandsabzeichen             | Artillerielehrbataillon 325, Munster |
| Internes Verbandsabzeichen             | schweres Pionierbataillon 901, Havelberg (Couleur: Panzerpionierbataillon 803. Nicht aktiv. Kein eigenes Großgerät vorhanden bzw. langzeitlagernd.) (Kdr.: Oberstleutnant der Reserve Robert Thiele) |
| Wappen Panzerlehrbrigade 9             | Panzerlehrbrigade 9, Munster - Gliederung |
| Verbandsabzeichen der Panzerbrigade 21 | Panzerbrigade 21 „Lipperland“, Augustdorf - Organisation |
| Verbandsabzeichen                      | Panzergrenadierbrigade 41 „Vorpommern“, Neubrandenburg - Gliederung |
| internes Verbandsabzeichen             | 43 Gemechaniseerde Brigade (43. mechanisierte Brigade), Havelte ( Niederlande) - Gliederung |

Quellen: Website der 1. Panzerdivision, Website des Heeres. Anmerkung: kursiv aufgeführte Truppenteile sind Ergänzungstruppenteile.
Zur Übung und Ausbildung ist die polnische 10. Panzerkavalleriebrigade aus Świętoszów (dt: Neuhammer am Queis) der 1. Panzerdivision fest zugeordnet.

## Geschichte

### Heeresstruktur I

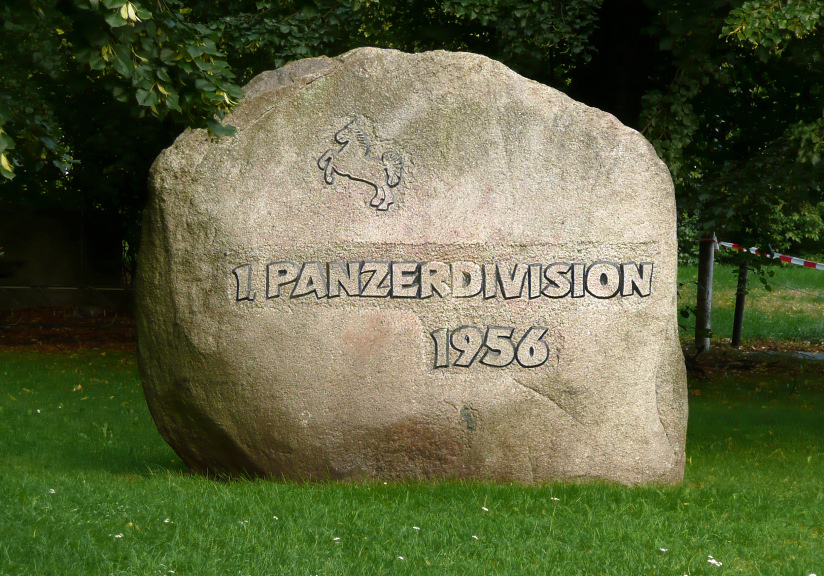
14 Tonnen schwerer Divisions-Findling mit Niedersachsenross, 1989 bei Erdarbeiten auf dem Truppenübungsplatz Bergen entdeckt, 1994 an der Kurt-Schumacher-Kaserne in Hannover aufgestellt, 2015 nach Oldenburg versetzt

In der Heeresstruktur I wurde die Aufstellung der Division etwa zeitgleich mit der Gründung der Bundeswehr zum 1. Juli 1956 in Hannover befohlen. Die Bezeichnung lautete zunächst 1. Grenadierdivision. Zur Aufstellung des Kaders wurde Personal des Grenzschutzkommandos Nord mit Standort in Hannover herangezogen. Zum 15. September 1956 wurde sie dem Heeresstab I in Münster unterstellt, der ab 1. Oktober 1956 die Bezeichnung I. Korps erhielt. Bis 1957 war die Division auf fast 10.000 Soldaten aufgewachsen. Am 1. Juli 1957 war die 1. Grenadierdivision soweit aufgewachsen, dass sie in die NATO-Kommandostruktur eingegliedert werden konnte. Als Vorläufer der späteren Brigadestäbe wurden der Division drei Kampfgruppenstäbe unterstellt:
- Kampfgruppe A1, Hannover-Bothfeld
- Kampfgruppe B1, Neumünster
- Kampfgruppe C1, Nienburg-Langendamm

Die drei Kampfgruppenstäbe waren insbesondere zur Führung der Kampftruppen der 1. Grenadierdivision befähigt. Als Kampftruppen wurden sieben Grenadierbataillone, ein Panzerbataillon, ein Panzeraufklärungsbataillon und Panzerjägerbataillon bis 1958 ausgeplant. Darüber hinaus waren der 1. Grenadierdivision weitere Kampf- und Führungsunterstützungstruppen unterstellt.
1958 wurde die Kampfgruppe B1 in Kampfgruppen B6 umbenannt und der neu aufzustellenden 6. Grenadierdivision unterstellt. Im selben Jahr wurde in Hildesheim ein neuer Kampfgruppenstab B1 „als Ersatz“ aufgestellt und der 1. Grenadierdivision unterstellt.

### Heeresstruktur II
1959, im Zuge der Einnahme der Heeresstruktur II, wurde die 1. Grenadierdivision zum 1. März 1959 in 1. Panzergrenadierdivision umbenannt. Aus den Kampfgruppenstäben gingen die Brigadestäbe der in der Heeresstruktur II im gesamten Heer nach NATO-Vorbild neu aufzustellenden Brigaden hervor. Aus der Kampfgruppe A1 erwuchs die Panzergrenadierbrigade 2, aus der Kampfgruppe C1 entstand die Panzerbrigade 3 und aus der Kampfgruppenstab B1 wurde der Stab der Panzergrenadierbrigade 1 gebildet. Die Brigade waren begrenzt zur eigenständigen Gefechtsführung befähigt und erhielten dazu Panzergrenadier- und Panzer- und Artilleriebataillone, ab 1966 auch eigene Versorgungsbataillone mit eingegliederten Sanitäts- und Logistikkräften. Neben den drei Brigaden unterstanden der 1. Panzergrenadierdivision Ende 1959 folgende Verbände:
- Artillerieregiment 1
- Divisionstruppen:
  - Fernmeldebataillon 1
  - Flugabwehr-Artillerie-Bataillon 1
  - Panzeraufklärungsbataillon 1
  - Pionierbataillon 1 (Bezeichnung bis 31. März 1960: Pionierbataillon 7)
  - Sanitätsbataillon 1
  - Nachschubkompanie 1
  - Instandsetzungsbataillon 410
  - Heeresmusikkorps 1 (bis März 1959 bezeichnet als „Musikkorps II A“)

### Heeresstruktur III
Bis auf kleinere Umgliederungen und Veränderung in der Ausrüstung der Division sollte die in der Heeresstruktur II eingenommene Gliederung die Heeresstruktur III überdauern.

### Heeresstruktur IV
In der Heeresstruktur IV 1981 erfolgte zum 1. April 1981 die Umbenennung der Division in die heute wieder gültige Bezeichnung 1. Panzerdivision. Grund für die Umbenennung war die Aufstockung der Panzerverbände der unterstellten Brigaden. Die 1958 bereits nach Braunschweig verlegte Panzergrenadierbrigade 2 wurde analog 1981 in Panzerbrigade 2 umbenannt. Der 1. Panzerdivision unterstanden 1981 folgende Truppenteile:
- Panzergrenadierbrigade 1, Hildesheim
- Panzerbrigade 2, Braunschweig
- Panzerbrigade 3, Nienburg
- Artillerieregiment 1, Hannover
- sowie diverse Divisionstruppen,

### Heeresstruktur V

Verbandsabzeichen Wehrbereichskommando II

Nach Ende des Kalten Krieges wurde der Umfang des Heeres deutlich reduziert. Die verbleibenden Heeresdivisionen sollten in der Heeresstruktur V mit den Wehrbereichskommandos fusionieren. Die 1. Panzerdivision fusionierte zum 31. März 1994 mit dem Wehrbereichskommando II. Der neue Kommandostab erhielt die Bezeichnung Wehrbereichskommando II/1. Panzerdivision. Die Personalstärke dieses Kommandobereiches wuchs mit dieser Zusammenlegung von Feld- und Territorialheer auf über 22.000 Soldaten auf. Zum 31. März 1993 wurde die Panzerbrigade 2 und zum 31. März 1994 – zeitgleich mit der Fusionierung zum Wehrbereichskommando II/1. Panzerdivision – die Panzerbrigade 3 aufgelöst. Die Panzergrenadierbrigade 1 blieb zunächst bestehen. 1996 wurde die Panzerlehrbrigade 9 der 1. Panzerdivision unterstellt. Nachdem die 1. Panzerdivision bisher dem I. Korps unterstellt war, wechselte sie Mitte der 90er Jahre zum 1. Deutsch-Niederländischen Korps, das 1995 in Nachfolge des I. Korps entstand.

### Neues Heer für neue Aufgaben
Zum 1. Juli 2001 wurde zur Einnahme der Struktur Neues Heer für neue Aufgaben das Wehrbereichskommando II/1. Panzerdivision wieder aufgeteilt. Die Wehrbereiche wurden völlig neu geordnet und vergrößert. Während der Stab der 1. Panzerdivision in Hannover verblieb und nach der Trennung wieder die alleinige Führung der 1. Panzerdivision übertragen bekam, wurde das hannoversche Wehrbereichskommando außer Dienst gestellt. Der Wehrbereich I wurde nun auch auf den bisherigen Wehrbereich II ausgedehnt; die territorialen Aufgaben des bisherigen Wehrbereichskommandos II wurden dem Wehrbereichskommando I – Küste in Kiel übertragen. Die 1. Panzerdivision wurde nach der Trennung direkt dem Heeresführungskommando unterstellt.

### Heer der Zukunft
In der Heeresstruktur Heer der Zukunft hatte die Division folgende Stärke und gliederte sich 2003 in:
- Stab / Stabskompanie 1. Panzerdivision
  - Divisionstruppen:
    -  Heeresmusikkorps 1
    -  Fernmeldebataillon 1
    -  Panzeraufklärungslehrbataillon 3

  -  Artillerieregiment 1
  -  Pionierregiment 1
  -  Flugabwehrregiment 1
  -  Logistikregiment 1
  -  Panzergrenadierbrigade 1
  -  Panzerlehrbrigade 9
  -  Panzerbrigade 8 (nicht aktiv)
  - + drei Bataillone und drei Brigaden als nichtaktive Truppenteile

### Als Division Eingreifkräfte
2004 begann im Rahmen der Transformation des Heeres die Umgliederung zu einer Division der Eingreifkräfte. Seitdem wird die Division auch „Eingreifdivision“ oder „Division Eingreifkräfte“ genannt. Mitte 2007 gliederte sich die 1. Panzerdivision in:
- Stab / Stabskompanie 1. Panzerdivision
  - Divisionstruppen:
    -  Heeresmusikkorps 1
    -  Fernmelderegiment 1
    -  ABC-Abwehrbataillon 7, Höxter
    -  leichte ABC-Abwehrkompanie 110, Sonthofen
    -  Logistikbataillon 3, Rotenburg
    - +mehrere nichtaktive Truppenteile

  -  Panzergrenadierbrigade 1, Hildesheim
  -   Panzerlehrbrigade 9, Munster
  -  Panzerbrigade 21, Augustdorf

Zum 1. Juli 2007 wurden der 1. Panzerdivision einige Truppenteile des Heerestruppenkommandos neu unterstellt:
- Artillerieregiment 100 (Mühlhausen)
- Pionierregiment 100 (Minden) (aufgelöst um den 31. Dezember 2015)[23]
- Heeresflugabwehrregiment 6 (Lütjenburg)
- leichte Flugabwehrraketenlehrbatterie 610, Panker

Ende 2007 wurde die Panzergrenadierbrigade 1 aufgelöst und deren Truppenteile teilweise der Panzerlehrbrigade 9 unterstellt. Die Panzerlehrbrigade 9 führt seitdem das Verbandsabzeichen der Panzergrenadierbrigade 1.

### Seit 2011: Neuausrichtung der Bundeswehr
Das Flugabwehrlehrregiment 6 in Lütjenburg wurde im Zuge der Auflösung der Heeresflugabwehrtruppe im März 2012 außer Dienst gestellt und wurde Ende 2012 vollständig aufgelöst. Bereits seit Ende 2010 waren die Geparde ausgesteuert. Seit 2011 erfolgte Personalabgabe zur Flugabwehrgruppe MANTIS. Diese neue Flugabwehrgruppe des Flugabwehrraketengeschwaders 1 „Schleswig-Holstein“ wurde am 26. März 2011 in Husum als Truppenteil der Luftwaffe neu aufgestellt. Die Ausbildung am MANTIS wurde seit 2011 teils in Lütjenburg bereits in Verantwortung der Luftwaffe durchgeführt. Das Bedienungspersonal für MANTIS wurde teils von Flugabwehrlehrregiment 6 herangezogen. Die geplanten zwei Exemplare des Waffensystems MANTIS wurden von der Luftwaffe Oktober 2011 in Dienst gestellt. Auch die Leichte Flugabwehrraketenlehrbatterie 610 Todendorf wurde im Zuge der Auflösung der Heeresflugabwehrtruppe März 2012 außer Dienst gestellt und Dezember 2012 vollständig aufgelöst. Das Raketenartilleriebataillon 132 (Sondershausen) wurde am 23. März 2013 außer Dienst gestellt. Zeitgleich wurden zum 23. April 2013 folgende Truppenteile der ABC-Abwehrtruppe dem ABC-Abwehrkommando unterstellt:
- Leichte ABC-Abwehrkompanie 110, Sonthofen
- ABC-Abwehrbataillon 7, Höxter
- ABC-Abwehrbataillon 906, Höxter (Couleur: ABC-Abwehrbataillon 7. Nicht aktiv. Kein eigenes Großgerät vorhanden bzw. langzeitlagernd.)
- ABC-Abwehrkompanie 954, Höxter (Couleur: ABC-Abwehrbataillon 7. Teilaktiv. Großgerät wird am örtlichen ZMZ-Stützpunkt vorgehalten. Als 6. Kompanie ins ABC-Abwehrbataillon 7 integriert.)

Mitte 2013 wechselte auch die Unterstellung des Heeresmusikkorps 1 (Hannover) zum Zentrum Militärmusik der Bundeswehr. Die Anzahl der Divisionstruppen wurde deutlich verringert.
Mit Auflösung der 13. Panzergrenadierdivision am 28. Juni 2013 wurden die Panzergrenadierbrigade 41 und das Fernmeldebataillon 610 der 1. Panzerdivision unterstellt. Im Jahr 2015 verlegte die Divisionsführung nach nahezu 60 Jahren ihren Standort von Hannover nach Oldenburg.

### Deutsch-niederländische Heereskooperation
- 43 Gemechaniseerde Brigade (dem niederländischen Heer zugehörig, wurde am 17. März 2016 der 1. Panzerdivision unterstellt.)
  -  Panzerbataillon 414

### Katastropheneinsätze

Bandschnalle als Auszeichnung für die Helfer beim Oderhochwasser 1997

Die Soldaten der Division waren bei der Bekämpfung zahlreicher Naturkatastrophen eingesetzt, darunter:
- Hilfe bei der Flutkatastrophe 1962 in Hamburg
- Bekämpfung der Waldbrände in der Südheide Niedersachsens im August 1975
- Einsatz bei Schneekatastrophe während des Winters 1978/79
- Bekämpfung der Hochwasserfolgen des Oderhochwassers 1997
- Sicherung und Verstärkung der Deichanlagen beim Elbhochwasser 2002 und Hochwasser 2013
- weitere Einsätze zur Bekämpfung der Hochwasserlagen 2005, 2007, 2009 und 2010
- Bewältigung der Unwetterfolgen in Düsseldorf 2014
- Einsatz beim Waldbrand bei Lübtheen 2019[30]

### Auslandseinsätze
Soldaten der 1. Panzerdivision waren an fast allen größeren Auslandseinsätzen der Bundeswehr beteiligt. Soldaten waren im Rahmen dieser Einsätze bisher in Kambodscha (UNMIC), in Bosnien-Herzegowina (SFOR/EUFOR), im Kosovo (KFOR), in Nordmazedonien, in Afghanistan (ISAF) und in Kuwait (OEF) eingesetzt. Die 1. Panzerdivision ist etwa alle zwei Jahre Leitdivision für die Ausbildung und die Stellung der für die Auslandseinsätze abzustellenden Soldaten verantwortlich. Die größten Einsatzkontingente für Auslandseinsätze stellte die 1. Panzerdivision für:
| Jahr                                                 | Einsatz |
| ---------------------------------------------------- | --- |
| 2000                                                 | Teilgestellung 2. Einsatzkontingent SFOR/KFOR |
| 2002                                                 | Leitdivision für: - 5. Einsatzkontingent SFOR/KFOR - 2. Einsatzkontingent Task Force Fox in Mazedonien |
| 2004/2005                                            | Leitdivision für: - 7. Einsatzkontingent ISAF Kabul - 3. Einsatzkontingent ISAF PRT Kunduz - 10. Einsatzkontingent SFOR/KFOR |
| 2006/2007                                            | Unterstützungsverband für: - 12. Einsatzkontingent ISAF - 15. Einsatzkontingent KFOR - 6. Einsatzkontingent EUFOR |
| 2008                                                 | Leitdivision für: - 17. Einsatzkontingent ISAF (dabei 1. deutsche Gestellung Quick Reaction Force Nordafghanistan) - 20. Einsatzkontingent KFOR - 11. Einsatzkontingent EUFOR |
| 2011/2012                                            | Leitdivision für 12 Monate für: - 25.–27. Einsatzkontingent ISAF - 28.–30. Einsatzkontingent KFOR - 19.–20. Einsatzkontingent EUFOR |
| 2014                                                 | Leitdivision ab 1. Januar für 12 Monate für: - 35.–37. Einsatzkontingent ISAF - 37.–39. Einsatzkontingent KFOR - Einsatzkontingent EUTM Mali |
| 2015                                                 | - Teilnahme an PERSISTENT PRESENCE (Kompanie-Äquivalent) |
| 2016/2017                                            | Leitdivision ab 1. März für 12 Monate für: - 7. Einsatzkontingent Resolute Support - 43.–45. Einsatzkontingent KFOR - Einsatzkontingent EUTM Mali - Einsatzkontingent EUTM Somalia - Einsatzkontingent Ausbildungsunterstützung im Irak - 2.–3. Einsatzkontingent MINUSMA - 2. Kontingent der EU Battlegroup 2016 - Teilnahme an PERSISTENT PRESENCE (Bataillon-Äquivalent) |
| ab 2018                                              | Leitdivision für 3 Jahre für: - Einsatzkontingent Resolute Support - Ausbildung, Aufstellung für VJTF 2019 (Brigade-Äquivalent) |
| ab 2019                                              | Leitdivision ab 1. Juni für: - Einsatzkontingent Ausbildungsunterstützung im Irak - Einsatzkontingent EUTM Somalia - Kontingent VJTF 2019 (Brigade-Äquivalent) |
| Quellen: Website der 1. Panzerdivision, Bundesarchiv | |

### Kommandeure
| Nr.                                                                    | Name                                     | Kommandeur von     | Kommandeur bis     |
| ---------------------------------------------------------------------- | ---------------------------------------- | ------------------ | ------------------ |
| 28                                                                     | Brigadegeneral Alexander Krone           | 28. August 2025    | laufend            |
| 27                                                                     | Generalmajor Heico Hübner                | 21. Oktober 2021   | 28. August 2025    |
| 26                                                                     | Generalmajor Jürgen-Joachim von Sandrart | 26. April 2018     | 21. Oktober 2021   |
| 25                                                                     | Generalmajor Markus Laubenthal           | 16. Februar 2017   | 26. April 2018     |
| 24                                                                     | Generalmajor Johann Langenegger          | 28. Mai 2014       | 16. Februar 2017   |
| 23                                                                     | Generalmajor Carsten Jacobson            | 1. Juni 2012       | 28. Mai 2014       |
| 22                                                                     | Generalmajor Markus Kneip                | 19. Dezember 2008  | 31. Mai 2012       |
| 21                                                                     | Generalmajor Wolf-Dieter Langheld        | 13. Mai 2005       | 18. Dezember 2008  |
| 20                                                                     | Generalmajor Karl-Heinz Ackermann        | 1. Oktober 2002    | 12. Mai 2005       |
| 19                                                                     | Generalmajor Horst Förster               | 28. September 2000 | 30. September 2002 |
| 18                                                                     | Generalmajor Christian Hellwig           | 28. März 1996      | 27. September 2000 |
| 17                                                                     | Generalmajor Gerd Schultze-Rhonhof       | 29. September 1994 | 27. März 1996      |
| 16                                                                     | Generalmajor Hartmut Behrendt            | 1. April 1994      | 28. September 1994 |
| 15                                                                     | Generalmajor Ernst Lissinna              | 1. April 1991      | 31. März 1994      |
| 14                                                                     | Generalmajor Hartmut Behrendt            | 1. Oktober 1987    | 31. März 1991      |
| 13                                                                     | Generalmajor Helge Hansen                | 1. Mai 1985        | 30. September 1987 |
| 12                                                                     | Generalmajor Henning von Ondarza         | 1. April 1983      | 30. April 1985     |
| 11                                                                     | Generalmajor Heinz Kasch                 | 1. Oktober 1979    | 31. März 1983      |
| 10                                                                     | Generalmajor Christian Schünemann        | 1. Oktober 1977    | 30. September 1979 |
| 9                                                                      | Generalmajor Wilhelm Garken              | 1. Oktober 1974    | 30. September 1977 |
| 8                                                                      | Generalmajor Hans-Joachim Löser          | 15. Dezember 1972  | 30. September 1974 |
| 7                                                                      | Generalmajor Horst Hildebrandt           | 1. April 1970      | 14. Dezember 1972  |
| 6                                                                      | Generalmajor Klaus Schubert              | 1. Oktober 1966    | 31. März 1970      |
| 5                                                                      | Generalmajor Anton Detlev von Plato      | 1. Oktober 1963    | 30. September 1966 |
| 4                                                                      | Generalmajor Wilhelm Meyer-Detring       | 16. März 1961      | 30. September 1963 |
| 3                                                                      | Generalmajor Burkhart Müller-Hillebrand  | 1. April 1959      | 15. März 1961      |
| 2                                                                      | Generalmajor Paul Reichelt               | 1. April 1957      | 31. März 1959      |
| 1                                                                      | Brigadegeneral Willi Mantey              | 1. Juli 1956       | 31. März 1957      |
| Quellen: Bundesarchiv (Daten bis 2002) Website 1. Panzerdivision, AARC |                                          |                    |                    |

## Patenschaften
Die Landeshauptstadt Hannover nahm 1983 die Patenschaft für die 1. Panzerdivision an. Hannoveraner und Niedersachsen haben die Division vor allem auf Grund der Katastropheneinsätze in Niedersachsen als „niedersächsische Division“ angenommen. Bis 2015 fand jährlich im Stadtpark Hannover das Sommerbiwak als Sommerfest statt. Mit dem 60-jährigen Bestehen übernahm die Stadt Oldenburg offiziell die Patenschaft.
Weitere Patenschaften bestehen seit 1974 mit der britischen 1st Armoured Division und seit 2002 mit der amerikanischen 28th Infantry Division „Keystone“ der Army National Guard. Im Zuge der Auflösung der 7. Panzerdivision 2006 übernahm die Division die Patenschaft zur polnischen 10. Panzerkavalleriebrigade aus Świętoszów (dt: Neuhammer am Queis).
Als einzige noch in Niedersachsen stationierte Division hat die 1. Panzerdivision die Traditionspflege für die außer Dienst gestellte 3. Panzerdivision und die 11. Panzergrenadierdivision und deren ehemals unterstellten Brigaden übernommen. Von 1997 an bis zu deren Auflösung 2004 war die 1. Panzerdivision in Partnerschaft mit der niederländischen 1. Division „7. Dezember“ (Eerste Divisie „7 December“) verbunden.